# DBROCKSTARS

Emblème de la CIA

L'opération DBROCKSTARS fut une opération de la Central Intelligence Agency dirigée par Tom S. – un ancien des Special Forces d’une quarantaine d’années, chef de la base avancée de la CIA à Suleymanieh dans le Kurdistan irakien sous la supervision de Charlie Seidel – qui deviendra le premier chef de poste à Bagdad après la chute du régime baasiste – qui recrute puis actionne un réseau composé de 87 informateurs irakiens dont certains haut placés qui ont été équipés de téléphone par satellite Thuraya pour maintenir une voie de communication et indiquer les points faibles du régime irakien.
Ce réseau connaîtra un relatif succès lors de l’invasion en désignant quasiment en temps réel les cibles de bombardement à l’aviation de la coalition durant l'opération liberté irakienne.

## Sources
- Bob Woodward et al. (trad. de l'anglais par Gilles Berton, Delphine Chevalier, Raymond Clarinard ...), Plan d'attaque, Paris, Denoël, coll. « Folio / Documents » (no 25), 2005, 644 p. (ISBN 978-2-070-30665-7)
- La station de la CIA à Bagdad depuis 2003, blog Intelligence World, 20 novembre 2007